# Tractat de Valençay

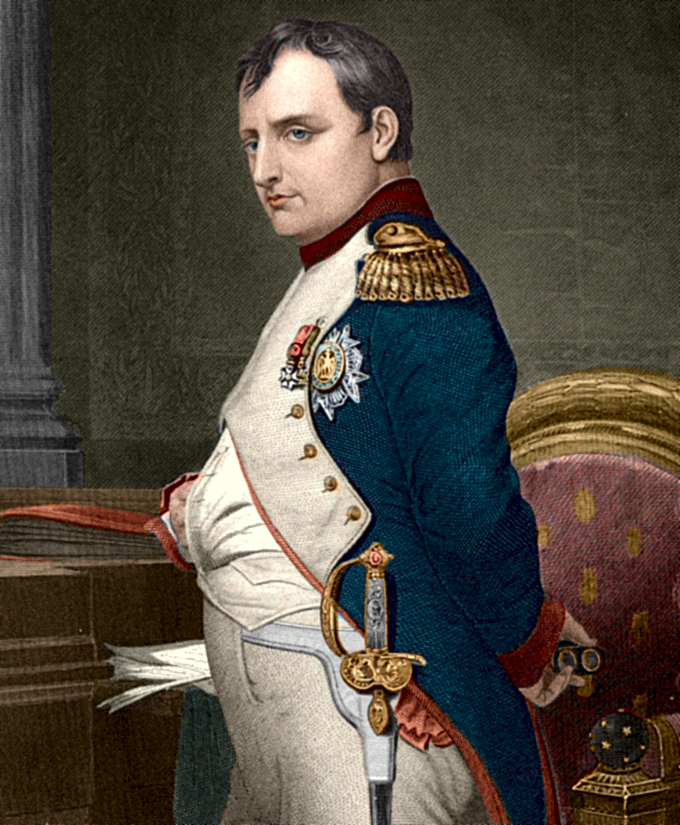
Napoleó Bonaparte

El tractat de Valençay fou l'acord signat a la localitat francesa de Valençay (Primer Imperi Francès) l'11 de desembre de 1813, que posà fi a la Guerra del Francès. En aquest tractat l'emperador Napoleó I oferí la pau i reconegué Ferran VII com a rei d'Espanya, a conseqüència de les derrotes patides en la guerra i, especialment, el declivi progressiu de l'exèrcit francès i de la moral dels soldats per l'assetjament que patien per part de la guerrilla.
Les negociacions s'iniciaren el 20 de novembre de 1813 a Valençay, residència reial a França de Ferran VII, entre José Miguel de Carvajal, duc de San Carlos, i Antoine René Mathurin, comte de Laforest. L'acord fou signat l'11 de desembre del mateix any.

## El tractat
El document va quedar llest el 8 de desembre de 1813, que va ser quan es va signar, encara que el tractat portaria la data de l'11 de desembre. En ell Napoleó acceptava la suspensió de les hostilitats i el retorn de Ferran VII al tron, així com reconeixia tots els territoris sota sobirania de la família reial espanyola, d'acord amb la situació anterior a la guerra. Els dos països es tornarien les places i territoris ocupats.32 Els signataris van ser els plenipotenciaris de les dues nacions: el comte Antoine de Laforest per part francesa i el duc de Sant Carles, per l'espanyola.
Segons el tractat Napoleó acceptava la suspensió d'hostilitats i el retorn de Ferran VII al tron d'Espanya i reconeixia tots els territoris sota sobirania de la família reial espanyola, d'acord amb la situació anterior a la guerra. Els dos països es retornarien les places i territoris ocupats.
El monarca espanyol es comprometia a retornar els drets i honors als partidaris del rei Josep I, a més de concertar un tractat de comerç i a passar als seus pares, Carles IV i Maria Lluïsa de Parma, una pensió de trenta mil rals anuals.
El tractat fou ratificat un mes més tard a París, i, en pocs mesos, les tropes napoleòniques ja s'havien retirat totalment dels territoris espanyols.